# Brayan Correa
Brayan Correa (Santa Marta, Magdalena, Colombia; 23 de enero de 1993) es un futbolista colombiano. Juega de defensa. y su equipo actual es la Unión Magdalena de la Categoría Primera B colombiana.

## Clubes
| Club            | País     | Año           |
| --------------- | -------- | ------------- |
| Unión Magdalena | Colombia | 2017-presente |